# Русич (вагон метро)
81-740/741 «Русич» (первоначальное название опытного состава — «Скиф») — модель электровагонов метрополитена, серийно выпускавшихся заводом ОАО «Метровагонмаш» с 2003 по 2013 год. Эксплуатируются в Московском метрополитене с 2003 года, в Софийском метрополитене с 2005 года и в Казанском метрополитене с 2011 года.
Первоначально предполагалась для проекта Бутовской линии «лёгкого метро» времён управления Москвой мэром Юрием Лужковым. В связи с нереализацией проекта из-за кризиса 1990-х годов и запуском линии в стандартном виде, но с укороченными платформами также была запущена на Арбатско-Покровскую, Филёвскую, Кольцевую и Сокольническую линии (из которых находится в эксплуатации на Арбатско-Покровской, Сокольнической и Бутовской линиях), что, ввиду несоответствия изначальным планам, критикуется специалистами.

## Общие характеристики

### Наименование и область применения
Электропоезда из вагонов 81-740/741 «Русич» предназначены для работы на открытых участках и в тоннелях с возможностью эксплуатации на действующих линиях метрополитена колеи 1520 или 1435 мм с питанием от бокового нижнего контактного рельса, электрифицированного напряжением 750 В постоянного тока. Минимальная конфигурация состава — два головных вагона с кабинами управления, максимальная — пять вагонов: два головных и три промежуточных без кабин управления.
Каждый вид вагона (головной и промежуточный) представляет собой конструкцию из двух сочленённых секций, соединённых гибкой вставкой, со свободным проходом между ними, размещённых на трёх тележках. При этом головной вагон состоит из одной головной секции с кабиной управления и одной промежуточной секции; промежуточные вагоны состоят из двух промежуточных секций. Крайние тележки являются моторными, средняя тележка — безмоторная, поддерживающая.

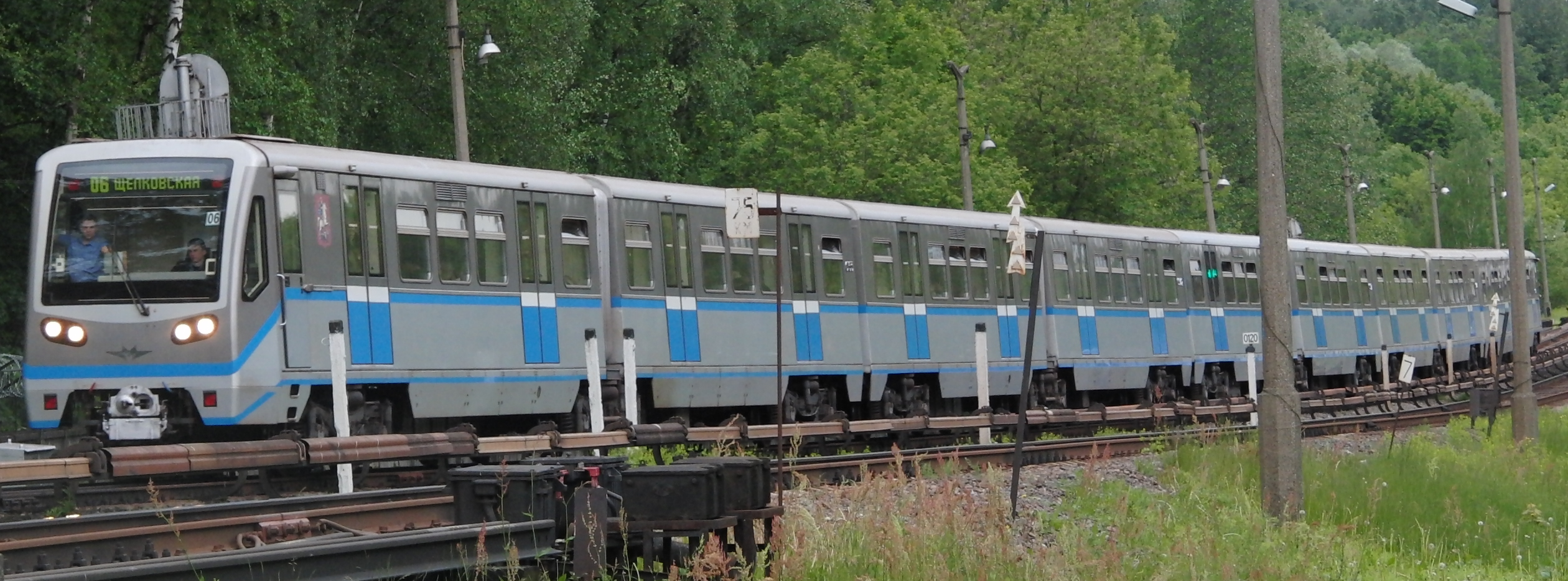
Электропоезд 81-740.1/741.1 около станции «Измайловская»

### Тормозные системы вагонов
Вагоны имеют следующие виды тормозов.
1. Рабочий — следящий рекуперативно-реостатный с дотормаживанием электропневматическим тормозом на скорости не более 7 км/ч.
2. Резервный — электропневматический колодочный, с помощью которого можно осуществлять:
  - ступенчатое торможение от кнопок на пульте машиниста и ступенчатый отпуск;
  - экстренное торможение от «петли безопасности»;
  - экстренное торможение по командам системы безопасности, от стоп-крана, срывного клапана автостопа, а также при разрыве поезда и скатывании под уклон.
3. Аварийный — пневматический от крана машиниста.
4. Стояночный — пневмопружинный, который удерживает вагон с максимальной нагрузкой на уклоне до 60 ‰.

Противоюзное устройство исключает блокировку колёс при торможении. Пневматический тормоз автоматически срабатывает от срывного клапана автостопа.
Конструкция вагонов обеспечивает нормальную работу при следующих условиях:
- ширина колеи — 1520 мм;
- максимальный уклон пути — 60 ‰;
- радиус кривых на главных путях — 200 м;
- радиус кривых на парковых путях — 60 м.

### Тележки вагонов
Тележки вагонов двухосные, с двойным рессорным подвешиванием: рычажно-пружинным в первой ступени, пневматическим в центральной ступени, с использованием вертикальных и горизонтальных гидроамортизаторов, с колодочным тормозом. Крайние тележки являются моторными, средняя тележка под узлом сочленения немоторная, поддерживающая, конструкции Якобса.
Моторные тележки имеют индивидуальный тяговый привод третьего класса: подрессоренные моноблоки «двигатель-редуктор». Приводная часть — трубчатый полый вал с упругими резинометаллическими шарнирами. Передние тележки головных вагонов оборудованы датчиками скорости, приёмными катушками системы безопасности и гребнесмазывателями.
Промежуточная тележка — безмоторная, без редуктора и привода.
Основные технические данные тележек:
- база тележки — 2150 мм;
- диаметр колёса по кругу катания — {\displaystyle 860_{-}1^{+}5} мм;
- диаметр шейки колёсной пары — 230 мм;
- передаточное число редуктора моторной тележки — 5,5;
- масса моторной тележки — 8250 кг;
- масса немоторной тележки — 6200 кг.

### Салон
Салоны вагонов оборудованы вандалостойкими диванами полужёсткой конструкции и запираются замками. Двери двустворчатые прислонно-сдвижные с пневмоприводом, производства Tamware (Финляндия). Ширина раздвижных дверей в свету — 1250 мм. Для стоящих пассажиров установлены горизонтальные поручни над диванами и в зоне накопительной площадки, вертикальные поручни у торцевых дверей и в зоне дверных проёмов у диванов. Стёкла салона выполнены из герметичных стеклопакетов. Освещение осуществляется двумя световыми линиями, состоящими из отдельных модулей. Салон оборудован цифровым информационным комплексом (ЦИК) производства НПП «Сармат», включающий устройства визуальной информации (наддверные маршрутоуказатели, «бегущие строки»), устройство громкой связи, цифровой информатор, переговорное устройство «пассажир-машинист», межкабинную связь.

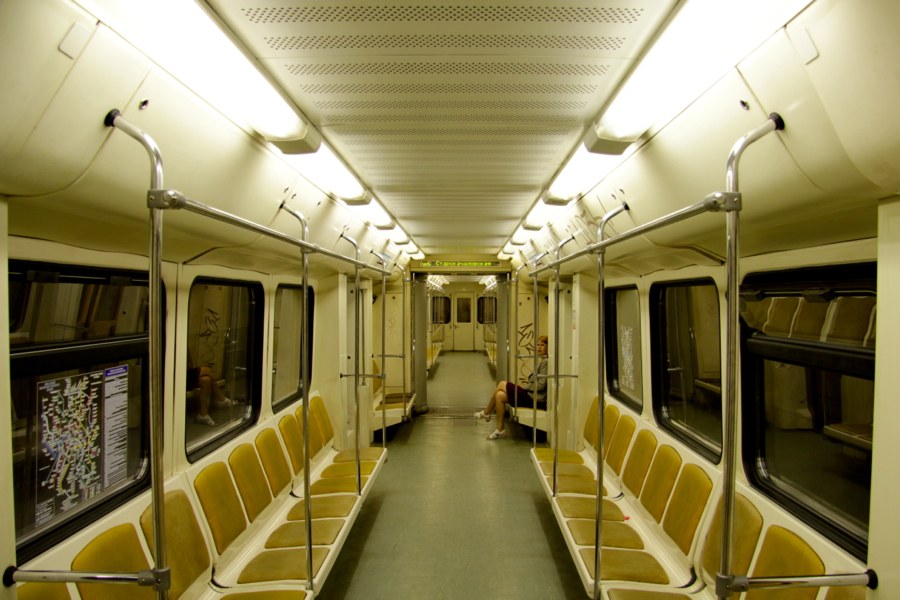
Пассажирский салон 81-740/741 раннего выпуска с жёлтыми сиденьями и малым числом форточек
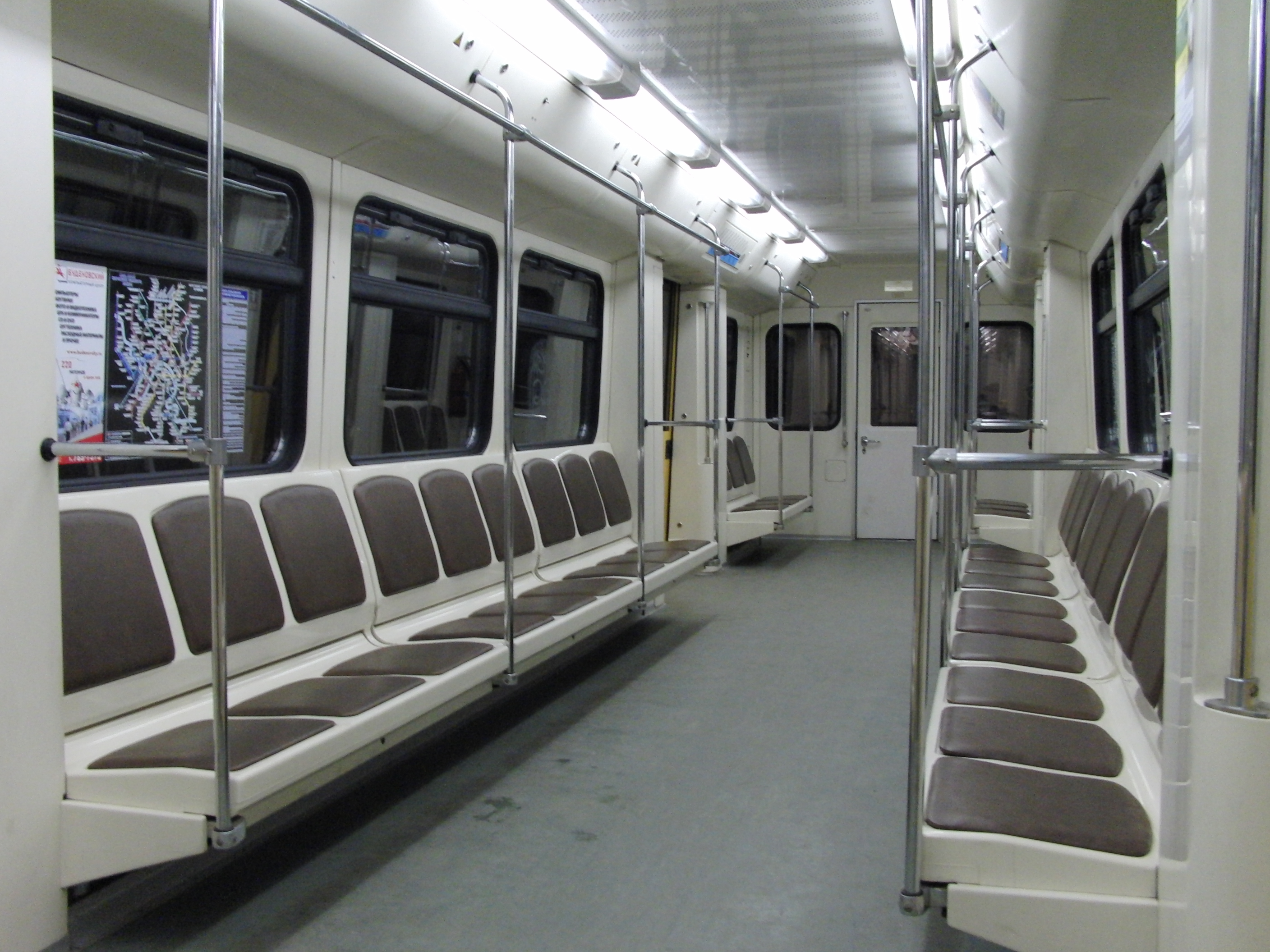
Пассажирский салон 81-740.1/741.1
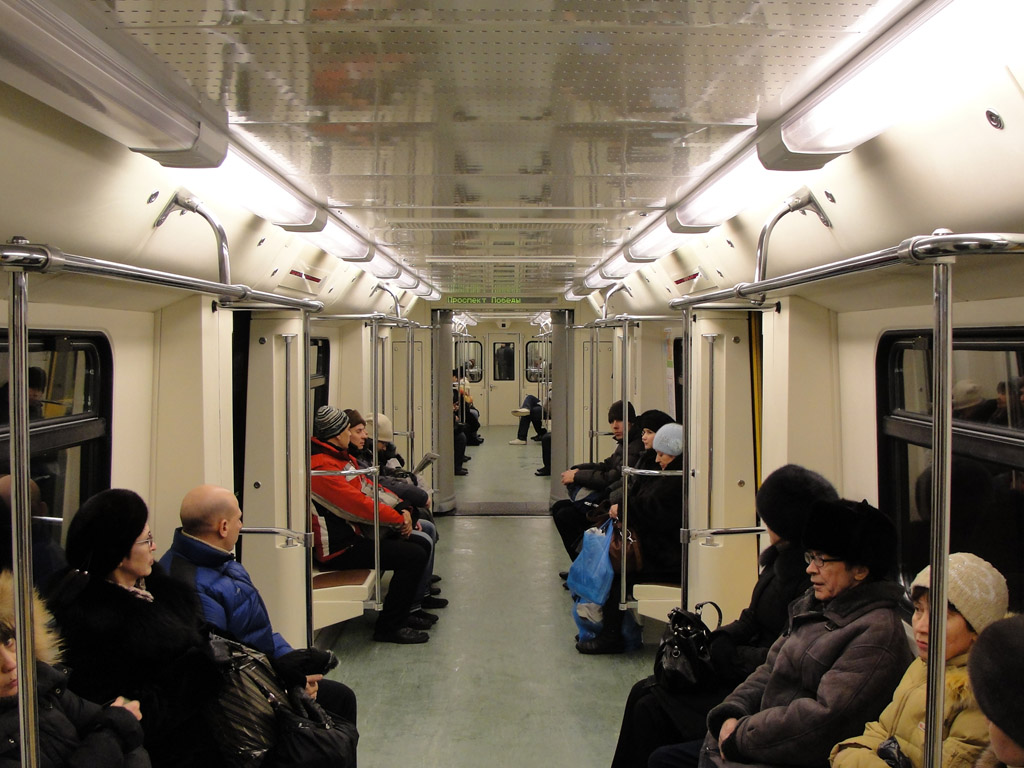
Пассажирский салон 81-740.4/741.4 с тремя дверями на секцию

### Кабина управления

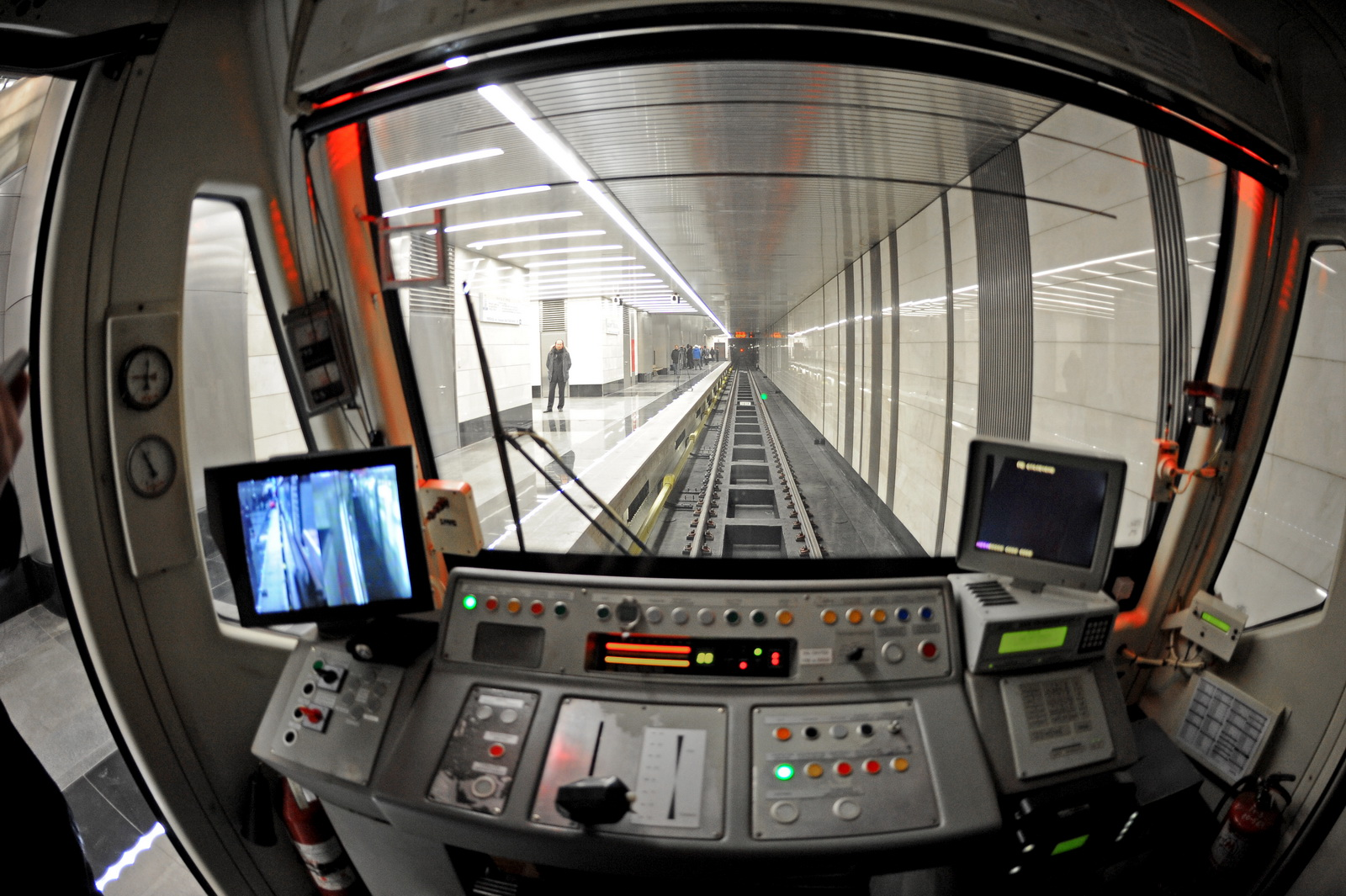
Кабина управления поездом

Кабина управления имеет оперативный пульт управления, контроллеры машиниста и контрольно-измерительные приборы. Система заднего обзора включает в себя телевизионные камеры с выводом изображения на монитор в кабине машиниста, и обеспечивает надёжную видимость. Кабина имеет две прислонно-сдвижные одностворчатые двери по обе стороны, одну одностворчатую дверь для выхода из кабины в салон. Стекло кабины оборудовано противосолнечным защитным экраном. В лобовой части установлено электронное маршрутное табло, отображающее информацию о конечной станции и номере маршрута. Стеклоочиститель лобового стекла и омыватель стекла обеспечивает очистку стекла по команде с пульта управления. Кресло машиниста с пневматическим высоторегулированием, устанавливаемое в кабине управления, регулируется по вертикали и горизонтали с фиксацией в заданном крайнем и любом промежуточном положении. Предусмотрено одно откидное сиденье, а также шкаф для инструмента и одежды машиниста. Кабина оборудована системой видеонаблюдения и кондиционером.

### Электрооборудование
На вагонах устанавливается комплект электрооборудования асинхронного тягового привода, который содержит:
- контейнер тягового инвертора;
- четыре асинхронных тяговых двигателя с короткозамкнутым ротором;
- тормозной реостат;
- дроссель сетевого фильтра.

Работоспособность электрооборудования сохраняется при изменении напряжения питания в пределах от 550 до 975 В. Напряжение на токоприёмнике при рекуперативном торможении не превышает 975 В.
Питание цепей управления, в том числе резервных и вспомогательных цепей, осуществляется от системы бортового электропитания, состоящей из аккумуляторной батареи, работающей в буферном режиме с источником бортового электропитания напряжением 80±2 В. Аккумуляторная батарея комплектуется из 52 элементов.
Электрооборудование обеспечивает:
- пуск и регулирование скорости не менее чем с четырьмя различными темпами разгона по командам блока управления вагоном (БУВ);
- пуск и регулирование скорости в двигательном режиме не менее чем с двумя различными темпами разгона по командам контроллера резервного управления;
- следящее рекуперативно-реостатное торможение по командам БУВ не менее чем с тремя различными темпами замедления в диапазоне скоростей от максимальной до минимально возможной скорости (но не более 7 км/ч) без ограничения скорости начала торможения;
- ускорение и замедление в зоне регулирования, не зависящее от нагрузки;
- изменение направления движения по командам БУВ или реверсора резервного управления;
- автоматическое регулирование тягового и электродинамического тормозного усилий в зависимости от сигналов устройств контроля загрузки вагонов;
- управление движением поезда по системе многих единиц;
- автоматическую регистрацию сбоев с запоминанием в энергонезависимой памяти;
- передачу информации о состоянии силового оборудования в поездную систему управления с последующим отображением на мониторе машиниста.

Включение и отключение токоприёмников осуществляется дистанционно из кабины машиниста с сигнализацией отжатого состояния башмаков.

### Пневмооборудование
Для обеспечения сжатым воздухом приборов и аппаратов вагонов устанавливается трёхцилиндровый двухступенчатый электрокомпрессор типа «VV120» фирмы Knorr-Bremse (Германия) производительностью — 920 л/мин. Электрокомпрессор обеспечивает поддержание давления воздуха в системе — отключается при давлении в напорной магистрали 0,82±0,02 МПа и включается при давлении 0,65±0,02 МПа.
Вагоны оборудованы следующими основными пневматическими приборами и аппаратами:
- блоком электропневматических приборов БЭПП-248;
- регулятором положения кузова 003М;
- краном управления 013А;
- стоп-краном;
- автоматической системой противоюзной защиты.

В пневмосистеме вагонов установлен осушитель воздуха типа LZH-0151.Н и фильтр тонкой очистки масла типа OEFI.

### Система управления, технической диагностики и безопасности «Витязь-1М»
Элементы и блоки (БУП, БУВ, БАРС) микропроцессорной системы управления, безопасности и технической диагностики «Витязь-1М», разработанной в НИИ Приборостроения им. В. В. Тихомирова и устанавливаемые на вагонах обеспечивают:
- управление поездом в ходовом режиме;
- управление поездом в тормозных режимах;
- экстренный режим торможения;
- автоматическое ограничение скорости поезда по сигналам с рельсовой линии;
- контроль за соответствием фактической и допустимой скорости движения;
- контроль за готовностью машиниста к выполнению мер по снижению скорости или остановки поезда;
- техническую диагностику вагонов поезда;
- обмен информацией между блоками системы по поездной линии связи;
- приём информации с пульта машиниста и вывод информации на устройство отображения (монитор машиниста);
- отображение информации на мониторе машиниста о режиме управления поездом;
- отображение на мониторе машиниста информации в режиме технической диагностики вагонов поезда и самой системы;
- выдачу сообщений машинисту о неисправностях;
- контроль нагрева букс колёсной пары.

Поездная система управления обеспечивает автоматическую регистрацию параметров движения и ограничений системы безопасности с сохранением информации в регистраторе параметров движения поезда РПДП («чёрный ящик»). Блок автоматического регулирования скорости (БАРС) по приёму сигналов от путевых устройств обеспечивает точность соблюдения режима и графика движения поезда. Информация о состоянии электрического, пневматического и основного механического оборудования отображается на мониторе. Фары и сигнальные огни автоматически включаются в соответствии с выбранным направлением движения.

### Радиооборудование
Головные вагоны оборудованы радиостанцией, обеспечивающей связь с диспетчерским пунктом. Для радиооповещения и информации пассажиров, переговоров с машинистом в салоне установлена информационно-переговорная система, обеспечивающая:
- экстренную связь между пассажиром и машинистом;
- вывод в автоматическом режиме на наддверные табло в виде горизонтальной линейной шкалы информации о местоположении поезда;
- вывод в автоматическом режиме на табло «бегущая строка» текстовой информации.

На пульте машиниста устанавливается громкоговоритель для получения информации от пассажиров.

### Материалы
- Обшивка каркаса кузова, несущие детали и панели вагона — сталь нержавеющая марки 12Х18Н10Т.
- Покрытие внутренних металлических поверхностей кузова — вибропоглощающая мастика ВПМ-1.
- Внутренняя отделка стен — стеклопластик огнестойкий.
- Внутренняя отделка потолка — перфорированный металлический лист из стали 20.
- Покрытие пола — линолеум трудногорючий Polyflor REF 9220.
- Окна кабины — стекло трёхслойное.
- Окна салона — стеклопакеты однокамерные.
- Пневматические магистрали — трубы стальные нержавеющие.
- Электрические цепи — провода ПГР, ПГРО, ППСРМ-ХЛ, НВ.

### Безопасность
Вагоны соответствуют техническим требованиям пожарной безопасности, электробезопасности и экологической чистоты. Вагоны оснащены системой безопасности движения поездов со 100-процентным резервированием, которая совместно с напольными устройствами исключает:
- сближение поездов на расстояние менее тормозного пути;
- скатывание поезда под уклон;
- движение поезда на занятый маршрут.

Конструкция вагона и расположение оборудования обеспечивает безопасность пассажиров и обслуживающего персонала. Конструкция вагонов имеет предохранительные устройства, предупреждающие падение пассажиров на путь между вагонами. Конструктивное исполнение узлов и деталей вагона исключает их падение на путь.
Двери салона безопасны для пассажиров и не допускают самопроизвольного открывания. Блокировка запоров торцевых дверей вагонов имеет дистанционное управление из кабины машиниста. Дверная сигнализация и контроль положения дверей выполнены по схеме с активным сигналом. Вагоны имеют систему блокировки пуска поезда при открытых дверях с контролем закрытия дверей. При снижении давления в тормозной магистрали ниже нормы происходит отключение тяги.
Боковые двери кабины машиниста и салона оборудованы подножками. Двери в кабину машиниста и торцевые двери салона для исключения возможности самопроизвольного открытия пассажирами закрываются и открываются с помощью специального ключа, хранящегося у машиниста. Межвагонные переходы оборудованы переходными площадками. Вагоны имеют приспособление для транспортировки их в случае отказа автосцепки. На наружной лобовой стенке головного вагона установлены красные сигнальные фонари ограждения, которые включены в цепь питания от аккумуляторной батареи. В вагонах предусмотрена возможность эвакуации пассажиров на путь в аварийной ситуации.

### Безопасность электрооборудования
Электрооборудование вагонов имеет автоматическую защиту от аварийных режимов в силовой цепи, в цепях управления и в цепях вспомогательного оборудования. В аварийных ситуациях при токах, по величине меньших значений уставок предохранителей и быстродействующего выключателя, электрооборудование обеспечивает:
- защиту от перегрузок по току в цепи питания;
- защиту от перенапряжения в контактной сети;
- защиту от перегрузок инвертора по выходному току;
- защиту инвертора от перегрузок по выходному напряжению;
- защиту от замыканий силовой цепи на землю;
- защиту инвертора и тормозного реостата от перегрева;
- защиту от юза и боксования.

Работа электрооборудования вагона не оказывает влияния на системы безопасности, СЦБ и связи. Соединения в электрических цепях осуществляется кабелями и проводами с изоляцией, не распространяющей горение, уложенными в металлических трубах или коробах, с раздельной прокладкой кабелей и проводов цепей с питанием от системы бортового электропитания. Раздельная прокладка указанных цепей осуществляется также и при вводе в аппараты.

### Пожарная безопасность
Вагоны оборудованы автоматической системой обнаружения и тушения пожара (АСОТП) «Игла-М.5К-Т» с системой контроля нагрева букс СКТБ. В салонах вагонов и кабинах управления устанавливаются огнетушители ОУ-5. Защитные чехлы на проводах и жгутах пропитаны антипиренами и исключают попадание влаги, снега и пыли на провода. Для внутренней отделки салона и кабины вагонов применяются трудногорючие и негорючие материалы. Для ящика аккумуляторной батареи применяется пожаробезопасный модуль из щелочнозащитного трудногорючего изоляционного материала.

### Показатели надёжности, долговечности и ремонтопригодности
Назначенный ресурс до плановых ремонтов:
- первый текущий ремонт — 60 тыс. км;
- второй текущий ремонт — 240 тыс. км;
- третий текущий ремонт — 480 тыс. км;
- средний ремонт — 960 тыс. км.

Назначенный срок службы вагонов — 30 лет.

### Стоимость
В 2010 году произведено 76 вагонов на сумму 4 553 198 000 руб., что составляет около 60 млн руб. за вагон.

## Модификации
Данные по выпуску вагонов 81-740/741 и модификаций .А, .1, .2, .2Б, .4, .4К по годам приведены в таблице:

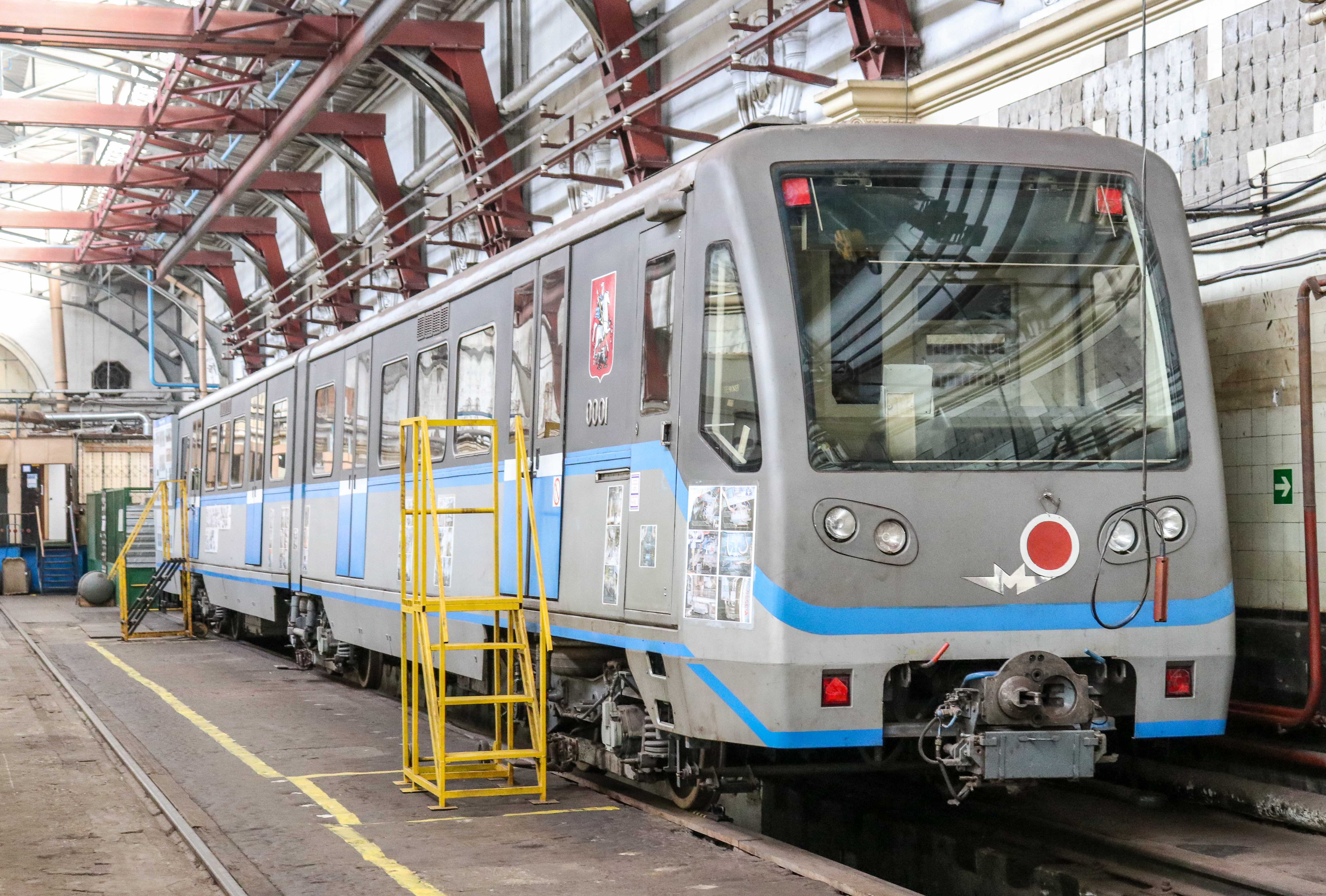
Головной вагон 81-740 № 0001 опытного состава «Скиф» в электродепо «Измайлово» на закрытой станции «Первомайская»

| Год выпуска      | Модернизация                     | 81-740                | 81-740                          | 81-741               | 81-741     |
| Год выпуска      | Модернизация                     | Номера вагонов        | Количество                      | Номера вагонов       | Количество |
| 2002             | 81-740/741                       | 0001-0002             | 2                               | -                    | -          |
| 2003             | 81-740/741                       | 0003-0024             | 22                              | 0501-0512            | 12         |
| 2004             | 81-740/741                       | 0025, 0026, 0029      | 3                               | 0513                 | 1          |
| 2004             | 81-740А/741А                     | 0027, 0028            | 2                               | 0514                 | 1          |
| 2005             | 81-740.1/741.1                   | 0030-0039             | 10                              | 0515-0527            | 13         |
| 2005             | 81-740.2/741.2                   | 2001-2006             | 6                               | 6001-6003            | 3          |
| 2006             | 81-740.2/741.2                   | 2007-2012             | 6                               | 6004-6006            | 3          |
| 2006             | 81-740.1/741.1                   | 0040-0071             | 32                              | 0528-0565            | 38         |
| 2007             | 81-740.1/741.1                   | 0072-0121, 5078, 5079 | 52                              | 0566-0634, 5575-5577 | 81         |
| 2008             | 81-740.1/741.1                   | 0122-0153, 0156-0169  | 46                              | 0635-0680, 0684-0707 | 69         |
| 2008             | 81-740.4/741.4                   | 0154, 0155            | 2                               | 0681-0683            | 3          |
| 2009             | 81-740.1/741.1                   | 0170-0189             | 20                              | 0708-0734            | 27         |
| 2009             | 81-740.2/741.2                   | 2013-2018             | 6                               | 6007-6009            | 3          |
| 2009             | 81-740.4/741.4                   | 0190-0207             | 18                              | 0735-0761            | 27         |
| 2010             | 81-740.4/741.4                   | 0208-0237             | 30                              | 0762-0798            | 37         |
| 2010             | 81-740.2Б/741.2Б                 | 2019-2024             | 6                               | 6010-6012            | 3          |
| 2011             | 81-740.4/741.4                   | 0238-0287             | 50                              | 0799-0875            | 77         |
| 2012             | 81-740.4/741.4                   | 0288-0311             | 24                              | 0876-0905            | 30         |
| 2012             | 81-740.4К/741.4К                 | 0312-0317             | 6                               | 0906-0908            | 3          |
| 2012             | 81-740.2Б/741.2Б                 | 2025-2060             | 36                              | 6013-6030            | 18         |
| 2013             | 81-740.2Б/741.2Б                 | 2061-2080             | 20                              | 6031-6040            | 10         |
| 2013             | 81-740.4/741.4                   | 0318-0337             | 20                              | 0909-0918            | 10         |
| Всего            |                                  |                       |                                 |                      |            |
| 81-740/741       | 0001-0026, 0029                  | 27                    | 0501-0513                       | 13                   |            |
| 81-740А/741А     | 0027, 0028                       | 2                     | 0514                            | 1                    |            |
| 81-740.1/741.1   | 0030-0153, 0156-0189, 5078, 5079 | 160                   | 0515-0680, 0684-0734, 5575-5577 | 220                  |            |
| 81-740.2/741.2   | 2001-2018                        | 18                    | 6001-6009                       | 9                    |            |
| 81-740.2Б/741.2Б | 2019-2080                        | 62                    | 6010-6040                       | 31                   |            |
| 81-740.4/741.4   | 0154, 0155, 0190-0311, 0318-0337 | 144                   | 0681-0683, 0735-0905, 0909-0918 | 184                  |            |
| 81-740.4К/741.4К | 0312-0317                        | 6                     | 0906-0908                       | 3                    |            |

### 81-740/741 (базовая модель)

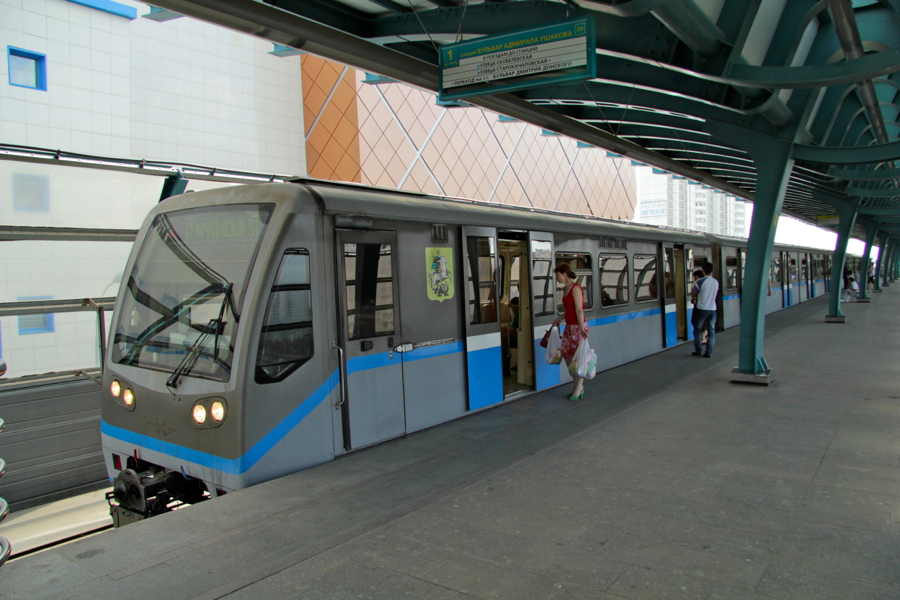
Электропоезд 81-740/741 на станции «Бульвар Адмирала Ушакова»

#### История
- Весна 2002 г. — изготовлен опытный состав «Скиф» из двух головных вагонов 81-740 с номерами 0001 и 0002.
- Август 2002 г. — испытания «Скифа» на экспериментальном кольце ВНИИЖТа в Щербинке, после которых состав был передан в ТЧ-8 «Варшавское» Московского метрополитена.
- 26 декабря 2002 г. — состав 0001-0002 «Скиф» принимает участие в торжественном открытии станции «Бульвар Дмитрия Донского».
- Зима 2002—2003 гг. — испытания «Скифа» на Серпуховско-Тимирязевской и Замоскворецкой линиях.
- Февраль-март 2003 гг. — испытания на Филёвской линии.
- 6 мая 2003 г. — состав 0001-0002 «Скиф» принимает участие в торжественном открытии станции «Парк Победы».
- Лето 2003 г. — испытания состава 0001-0002 на Серпуховско-Тимирязевской линии. В ходе этих испытаний в него был вцеплен первый промежуточный вагон 81-741 с номером 0501.
- Осень 2003 г. — испытания серийных составов 81-740/741 на Серпуховско-Тимирязевской и Филёвской линиях.
- 27 декабря 2003 г. — начало эксплуатации трёхвагонных составов с пассажирами на Бутовской линии.
- Зима 2004 г. — частые отказы пневматического и электрического тормозного оборудования у вагонов 81-740/741. Принятие решения о направлении на Бутовскую линию нескольких четырёхвагонных составов из вагонов типов 81-717.5/714.5, 81-717.5М/714.5М. Эти составы обслуживали Бутовскую линию наряду с исправными составами 81-740/741 вплоть до середины весны.
- 2002—2004 гг. — изготовлено 27 вагонов типа 81-740 с номерами от 0001 до 0026, 0029 и 13 вагонов 81-741 с номерами от 0501 до 0513.
- Зима 2005 г. — передача опытного состава 0001-0501-0002 в ТЧ-12 «Новогиреево».
- Апрель 2012 г. — передача вагона 0001 в ТЧ-7 «Замоскворецкое», а вагонов 0501 и 0002 — в полигон ПВС на станции «Новоясеневская».
- Декабрь 2012 г. — передача вагона 0001 в ТЧ-3 «Измайлово».

#### Конструктивные особенности
На вагонах установлены комплекты электрооборудования ONIX производства Alstom (Франция) с двигателями 4 EFA18 32B номинальной мощностью 160 кВт. Боковые окна салона имеют восемь форточек на вагон. Торцевые окна глухие. В салоне четыре двери с каждой стороны. Салон оборудован системой отопления и вентиляции СОВС, при этом в аварийных ситуациях СОВС продолжает функционировать от аккумуляторной батареи с производительностью 50 % от расчётной. Головные вагоны оборудованы радиостанциями «Радий-201» и «Motorola GP-340». Источник бортового электропитания — ДИП-01К.
Большинство проблем, проявившихся в 2004 году, устранено. Остались проблемы, связанные с качеством оборудования Alstom. С 2010 г. началась постепенная замена комплектов электрооборудования ONIX на КАТП-1 производства ОАО «Метровагонмаш», тяговые двигатели при этом не заменяются. На данный момент замена полностью завершена.
| №№ п/п | Характеристика                                                                                           | Тип вагона | Тип вагона |
| №№ п/п | Характеристика                                                                                           | 81-740     | 81-741     |
| ------ | --- | ---------- | ---------- |
| 1      | Места для сиденья пассажиров                                                                             | 54         | 60         |
| 2      | Максимальная вместимость, чел.                                                                           | 344        | 370        |
| 3      | Конструкционная скорость, км/ч                                                                           | 90         | 90         |
| 4      | Максимальное ускорение, м/с²                                                                             | 1,0        | 1,0        |
| 5      | Максимальное замедление, м/с²                                                                            | 1,0        | 1,0        |
| 6      | Величина ускорения (замедления) при служебном пуске и электрическом торможении не должна превышать, м/с2 | 0,6        | 0,6        |
| 7      | Длина по осям автосцепок, мм                                                                             | 28150      | 27200      |
| 8      | Ширина на уровне пола, мм                                                                                | 2700       | 2700       |
| 9      | Высота вагона, мм                                                                                        | 3581       | 3581       |
| 10     | Масса тары, т                                                                                            | 47         | 46         |
| 11     | Максимальная пассажирская нагрузка вагона, т                                                             | 24,1       | 25,9       |
| 12     | База вагона, мм                                                                                          | 10500      | 10500      |
| 13     | Номинальная мощность тягового двигателя, кВт                                                             | 160        | 160        |
| 14     | Суммарная мощность тяговых двигателей, кВт                                                               | 640        | 640        |
| 15     | Удельный расход энергии на тягу без учёта рекуперации, при максимальной загрузке кВт-ч/т-км, не более    | 62         | 62         |
| 16     | Коэффициент возврата электроэнергии в сеть при рекуперативном торможении, не менее                       | 0,35       | 0,35       |
| 17     | Показатель плавности хода, не более                                                                      | 3,25       | 3,25       |
| 18     | Максимальная статическая нагрузка брутто от колёсной пары на рельсы, не более, т                         | 12         | 12         |

### 81-740А/741А

#### История
- Апрель 2004 г. — поступление опытного трёхвагонного состава из вагонов типов 81-740А с номерами 0027 и 0028 и 81-741А с номером 0514 в ТЧ-9 «Фили» московского метрополитена.
- Весна-начало осени 2004 г. — успешные испытания состава на Филёвской линии.
- Октябрь 2004 г. — передача в ТЧ-8 «Варшавское» для работы с пассажирами.
- Октябрь 2004 г. — Май 2005 г. — работа состава на Бутовской линии.
- Май 2005 г. — возвращение состава в ТЧ-9.
- Август 2005 г. — вцепление в состав частично несовместимого с 81-740А/741А вагона 81-741.1 с номером 0519.
- Ноябрь 2005 г. — весна 2006 г. — пассажирская эксплуатация состава 81-740А/741А/741.1 на Филёвской линии.
- Сентябрь 2006 г. — выцепление 0519 из состава. Передача состава 0027-0514-0028 в ТЧ-8, начало постоянной эксплуатации 81-740А/741А на Бутовской линии.

#### Конструктивные особенности
Вагоны оборудованы комплектами электрооборудования КАТП-1 производства ЗАО «Метровагонмаш» с двигателями ТАД 280М4 У2 производства АЭК «Динамо» номинальной мощностью 170 кВт. Других существенных отличий от вагонов 81-740/741 вагоны 81-740А/741А не имеют.
| №№ п/п | Характеристика                                                                                           | Тип вагона | Тип вагона |
| №№ п/п | Характеристика                                                                                           | 81-740А    | 81-741А    |
| ------ | --- | ---------- | ---------- |
| 1      | Места для сиденья пассажиров                                                                             | 54         | 60         |
| 2      | Максимальная вместимость, чел.                                                                           | 344        | 370        |
| 3      | Конструкционная скорость, км/ч                                                                           | 90         | 90         |
| 4      | Максимальное ускорение, м/с²                                                                             | 1,3        | 1,3        |
| 5      | Максимальное замедление, м/с²                                                                            | 1,1        | 1,1        |
| 6      | Величина ускорения (замедления) при служебном пуске и электрическом торможении не должна превышать, м/с³ | 0,6        | 0,6        |
| 7      | Длина по осям автосцепок, мм                                                                             | 28150      | 27200      |
| 8      | Ширина на уровне пола, мм                                                                                | 2700       | 2700       |
| 9      | Высота вагона, мм                                                                                        | 3581       | 3581       |
| 10     | Масса тары, т                                                                                            | 47         | 46         |
| 11     | Максимальная пассажирская нагрузка вагона, т                                                             | 24,1       | 25,9       |
| 12     | База вагона, мм                                                                                          | 10500      | 10500      |
| 13     | Номинальная мощность тягового двигателя, кВт                                                             | 170        | 170        |
| 14     | Суммарная мощность тяговых двигателей, кВт                                                               | 680        | 680        |
| 15     | Удельный расход энергии на тягу без учёта рекуперации, при максимальной загрузке кВт-ч/т-км, не более    | 62         | 62         |
| 16     | Коэффициент возврата электроэнергии в сеть при рекуперативном торможении, не менее                       | 0,35       | 0,35       |
| 17     | Показатель плавности хода, не более                                                                      | 3,25       | 3,25       |
| 18     | Максимальная статическая нагрузка брутто от колёсной пары на рельсы, не более, т                         | 13         | 13         |

### 81-740.1/741.1

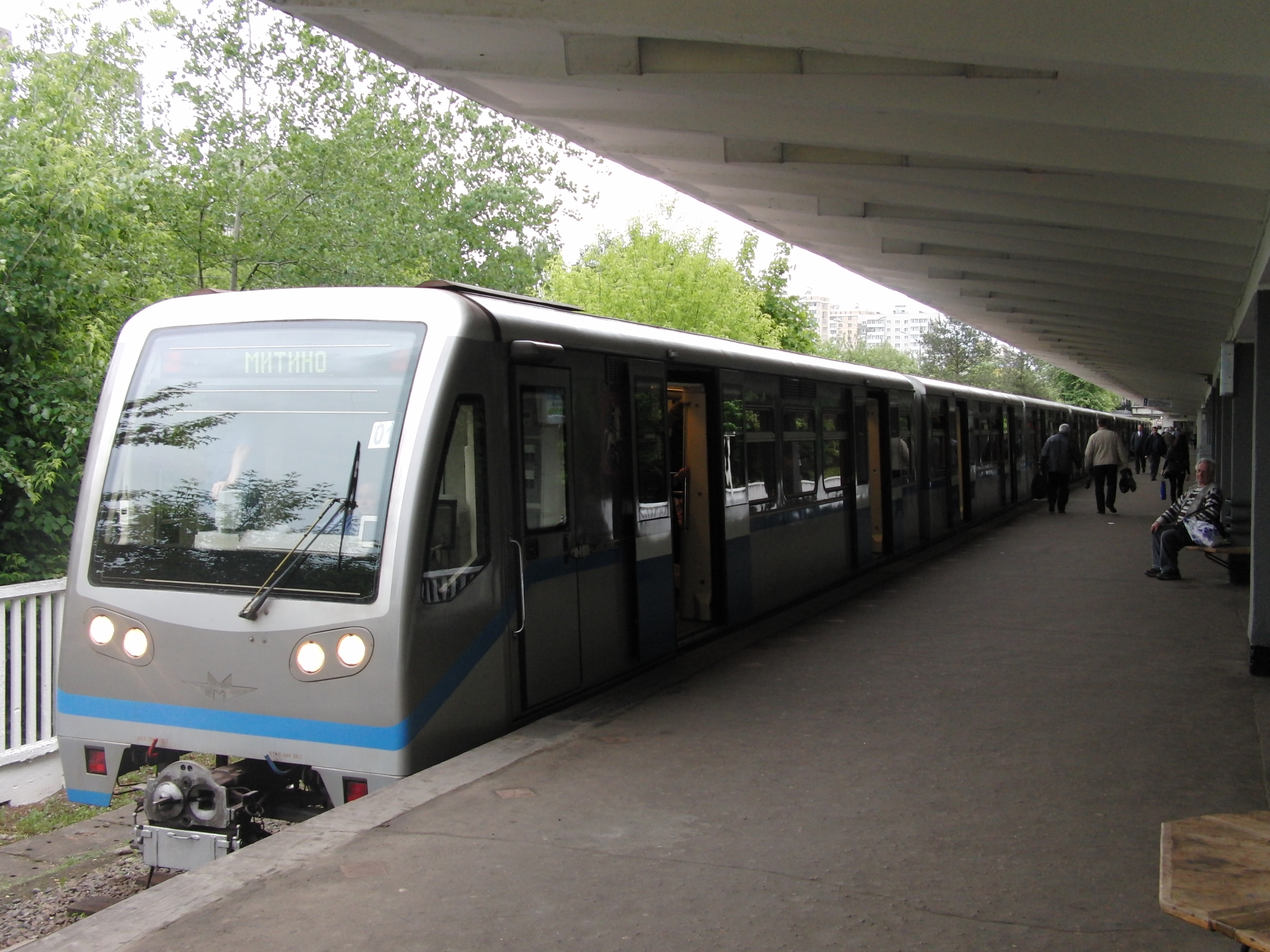
Электропоезд 81-740.1/741.1 на станции «Измайловская»

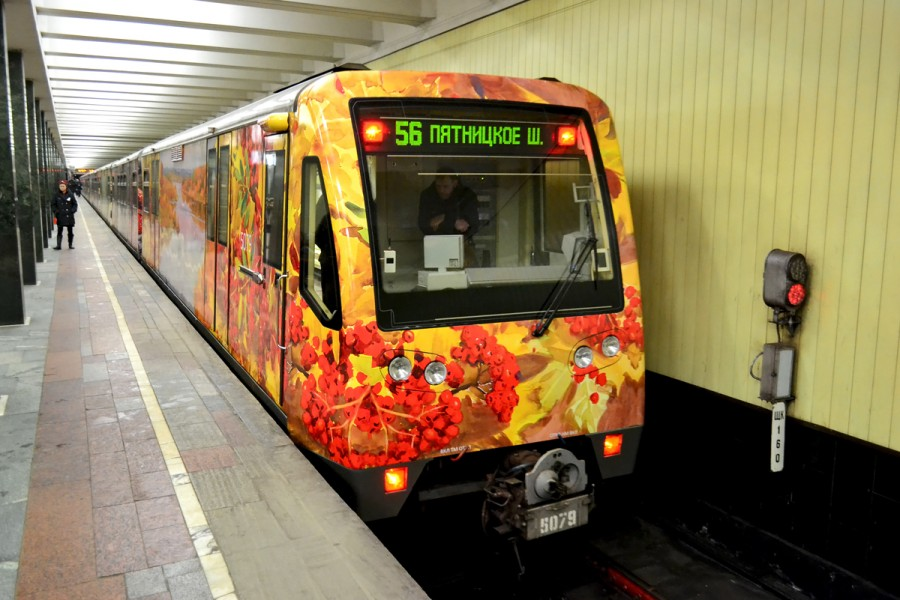
Электропоезд 81-740.1/741.1 «Акварель» с уменьшенным числом окон и сидячих мест, оборудованный под картинную галерею

#### История
- Лето 2005 г. — поступление первого четырёхвагонного состава из вагонов 81-740.1 с номерами 0030, 0031 и 81-741.1 с номерами 0515, 0516 в ТЧ-9 «Фили» московского метрополитена. Начало пассажирской эксплуатации четырёхвагонных составов 81-740.1/741.1 на Филёвской линии.
- Лето 2005 г. — 2009 — поставки вагонов 81-740.1/741.1 в ТЧ-9 «Фили».
- Ноябрь 2006 г. — начало поставок вагонов 81-740.1/741.1 в ТЧ-3 «Измайлово» .
- 26 декабря 2006 г. — начало пассажирской эксплуатации пятивагонных составов 81-740.1/741.1 на Арбатско-Покровской линии.
- 1 июня 2007 г. — торжественный запуск именного поезда «Акварель» 5078-5575-5576-5577-5079.
- 17 ноября 2010 г. — торжественный запуск именного поезда «Поэзия в метро» 0061-0544-0545-0060.
- 1 июня 2016 г. — запуск состава 0180-0706-0178 на Бутовской линии.
- 9 января 2019 г. — завершение пассажирской эксплуатации составов 81-740.1/741.1 на Филёвской линии.
- 22 января 2019 г. — тестовая поездка состава 0118-0637-0638-0572-0119 с пассажирами на Сокольнической линии.
- Июнь-октябрь 2020 г. — обкатка трёхвагонного состава 0037-0714-0080 на Сокольнической линии.
- 26 октября 2020 г. — начало пассажирской эксплуатации пятивагонных составов 81-740.1/741.1 на Сокольнической линии.

#### Конструктивные особенности
На вагонах установлены комплекты электрооборудования КАТП-1 производства ОАО «Метровагонмаш» с двигателями ДАТЭ-170-4У2 производства Лысьвенского завода тяжёлого электрического машиностроения «Привод» номинальной мощностью 170 кВт. На отдельных вагонах стоят двигатели ТАД 280М4 У2. С конца 2008 года проводятся испытания двигателей ТА280М4 У2 производства ОАО «ELDIN» (Ярославского электромашиностроительного завода).
На вагонах ставится модифицированная система отопления и вентиляции салона. Система видеонаблюдения также претерпела изменения. Начиная с 0072/0566, вагоны имеют форточки во всех боковых окнах салона. В 2007—2008 гг. во всех 81-740.1/741.1 глухие боковые окна были заменены на окна с форточками. Начиная с «Акварели» устанавливаются светодиодные светильники закрытия дверей ССЗД-01 У2. Начиная с 0094/0599, на вагоны устанавливаются быстродействующие выключатели UR6-31 производства Secheron (ITC Electronics), на предыдущих 81-740А/741А и 81-740.1/741.1 установлены ВБ-630/1. С 2008 года двери вагонов оборудуются индивидуальной системой противозажатия пассажиров. Наружные поверхности кузова стали покрываться полиуретановой эмалью.
Головные вагоны оборудованы радиостанцией типа РВС-1-03. В кабинах уставлен комплект кондиционеров КК-2,4 из трёх модулей ККМ-0,8 производства ЗАО «Русхол». Начиная с вагона 0170, кабины оборудуются системой кондиционирования, вентиляции и отопления (HVAC) производства испанской компании Merak. С конца 2008 года вагоны оборудуются модулями определения активной кабины МОАК.
Источник бортового электроснабжения — ИПП-6 и ИПП-10. Аккумуляторная батарея комплектуется из 52 элементов KPL-55.
| №№ п/п | Характеристика                                                                                           | Тип вагона | Тип вагона |
| №№ п/п | Характеристика                                                                                           | 81-740.1   | 81-741.1   |
| ------ | --- | ---------- | ---------- |
| 1      | Места для сидения пассажиров                                                                             | 54         | 60         |
| 2      | Максимальная вместимость, чел.                                                                           | 344        | 370        |
| 3      | Конструкционная скорость, км/ч                                                                           | 90         | 90         |
| 4      | Максимальное ускорение, м/с²                                                                             | 1,3        | 1,3        |
| 5      | Максимальное замедление, м/с²                                                                            | 1,1        | 1,1        |
| 6      | Величина ускорения (замедления) при служебном пуске и электрическом торможении не должна превышать, м/с³ | 0,6        | 0,6        |
| 7      | Длина по осям автосцепок, мм                                                                             | 28150      | 27200      |
| 8      | Ширина на уровне пола, мм                                                                                | 2700       | 2700       |
| 9      | Высота вагона, мм                                                                                        | 3581       | 3581       |
| 10     | Масса тары, т                                                                                            | 47         | 46         |
| 11     | Максимальная пассажирская нагрузка вагона, т                                                             | 24,1       | 25,9       |
| 12     | База вагона, мм                                                                                          | 10500      | 10500      |
| 13     | Номинальная мощность тягового двигателя, кВт                                                             | 170        | 170        |
| 14     | Суммарная мощность тяговых двигателей, кВт                                                               | 680        | 680        |
| 15     | Удельный расход энергии на тягу без учёта рекуперации, при максимальной загрузке кВт-ч/т-км, не более    | 62         | 62         |
| 16     | Коэффициент возврата электроэнергии в сеть при рекуперативном торможении, не менее                       | 0,35       | 0,35       |
| 17     | Показатель плавности хода, не более                                                                      | 3,25       | 3,25       |
| 18     | Максимальная статическая нагрузка брутто от колёсной пары на рельсы, не более, т                         | 13         | 13         |

### 81-740.4/741.4 и 81-740.4К/741.4К

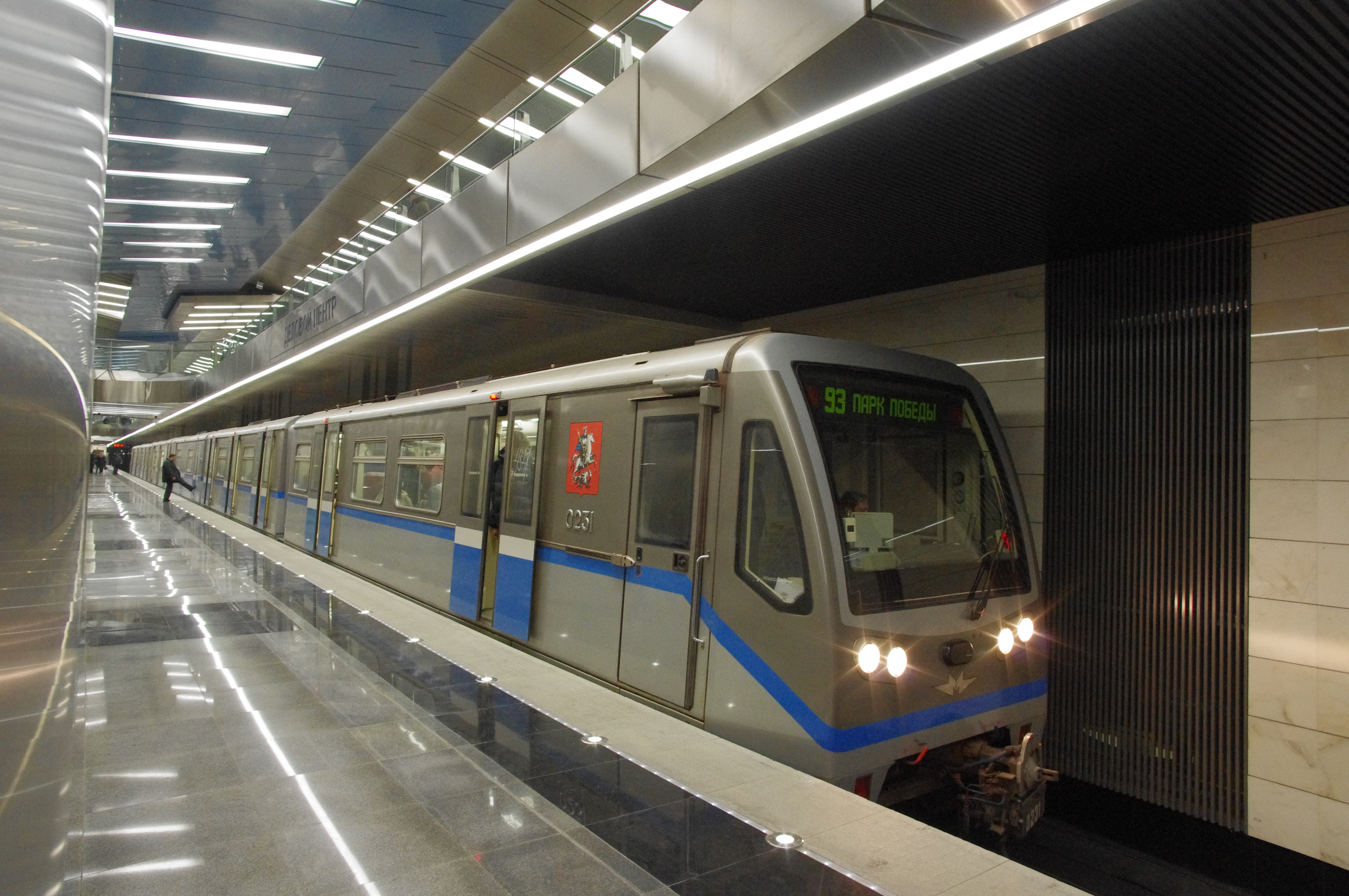
Электропоезд 81-740.4/741.4 на станции «Деловой центр»

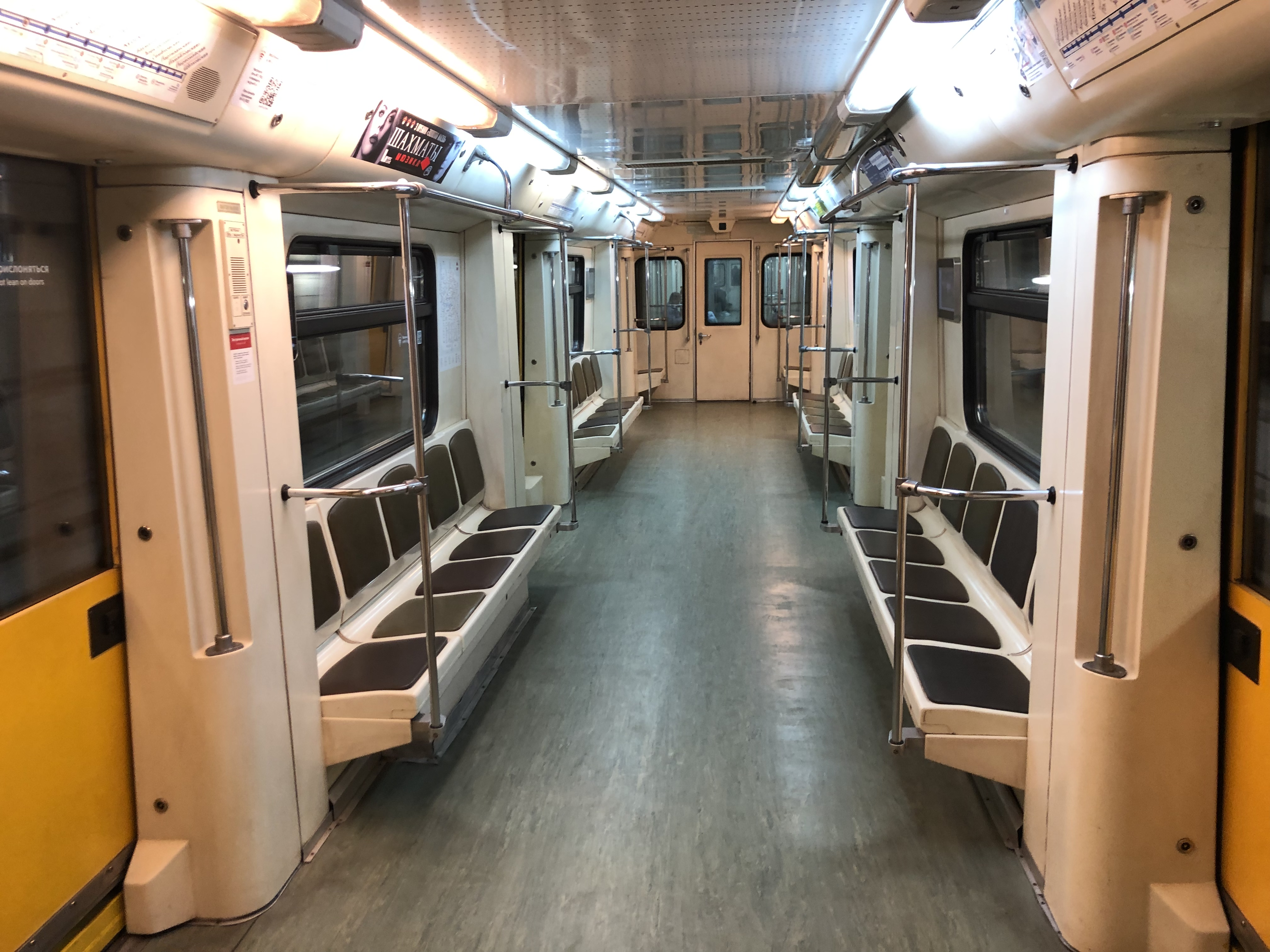
Вид изнутри

Модификация с увеличенным числом пассажирских дверей, созданная для эксплуатации на линиях с наиболее загруженным пассажиропотоком, а также впервые в истории Московского метрополитена с установкой салонных кондиционеров. На этапе проектирования модификации предполагалось также создание упрощённой версии без кондиционеров, которая получила бы обозначение 81-740.3/741.3.

#### История
В конце 2000-х годов руководство Московского метрополитена начало массовое списание эксплуатировавшихся на Арбатско-Покровской линии вагонов типа Е и Еж в связи с истечением срока их службы. В качестве замены было решено использовать поезда «Русич». При начале ввода первых поездов 81-740.1/741.1 в эксплуатацию на данной линии обнаружилась проблема малого количества дверей на состав, расположение которых изначально не предполагало эксплуатацию на линиях с большим пассажиропотоком. Это было связано с тем, что расстояние между дверными проёмами у поездов «Русич» моделей 81-740/741 и 81-740.1/741.1 существенно превышало таковое у вагонов Е и большинства других метровагонов российского производства, что в условиях загруженной Арбатско-Покровской линии привело к увеличению времени посадки и высадки пассажиров в часы пик и созданию дополнительных неудобств пассажирам, поскольку общее количество дверных проёмов на состав уменьшилось. В связи с этим возникла необходимость создания модификации с увеличенным числом дверных проёмов в каждом вагоне.
- Ноябрь 2008 г. — поступление пятивагонного состава из вагонов типов 81-740.4 с номерами 0154, 0155 и 81-741.4 с номерами 0681, 0682, 0683 в Московский метрополитен.
- Декабрь 2008 г. — начало испытаний 81-740.4/741.4 на Кольцевой линии.
- 2 июля 2009 г. — презентация состава на станции «Партизанская» и первая поездка с пассажирами по Арбатско-Покровской линии.
- 3 июля 2009 г. — начало эксплуатации 81-740.4/741.4 на Кольцевой линии.
- Сентябрь 2009 г. — начало поставок 81-740.4/741.4 в ТЧ-3 «Измайлово» и регулярной эксплуатации на Арбатско-Покровской линии.
- Декабрь 2010 г. — изготовлены вагоны 81-740.4: 0154-0155, 0190-0235, 0236-0237 (асинхронные компрессоры и другие тормозные колодки), 0238-0241; 81-741.4: 0681-0683, 0735-0797, 0798 (асинхронные компрессоры и другие тормозные колодки), 0799-0802.
- Январь 2011 г. — начало поставок в Казань. 31 января отгружён первый состав из трёх вагонов с номерами 0240-0802-0241. Также поставлены составы 0242-0803-0243 и 0244-0804-0245.
- 2013 г. — начало эксплуатации 81-740.4/741.4 на Бутовской линии.
- С 31 января 2014 г. по 18 декабря 2016 г. — эксплуатация 81-740.4/741.4 на Солнцевской линии в качестве челнока на участке «Деловой центр» — «Парк Победы».
- 19 июня 2021 г. — завершение пассажирской эксплуатации составов 81-740.4/741.4 на Кольцевой линии.

#### Конструктивные особенности
На вагонах установлены комплекты электрооборудования КАТП-1 с двигателями ДАТЭ-170-4У2 и ТА280М4 У2.
Основным конструктивным отличием вагонов модели 81-740.4/741.4 от предыдущих моделей стала установка трёх пассажирских дверей вместо двух с каждой стороны в промежуточных вагонах и промежуточной секции головного вагона в целях ускорения посадки и высадки пассажиров, взамен этого в салоне сокращено число сидячих мест. Расположение дверей в головных секциях головных вагонов не претерпело изменений. Таким образом, пассажирский салон головных вагонов оборудован пятью, а промежуточный — шестью дверями с каждой стороны. По сравнению с вагонами предыдущих модификаций, крайние двери каждой секции были смещены ближе к её торцам, за счёт чего изменилась конфигурация сидений в салоне, а третья дверь была размещена по центру секции. Каждая дверь оборудована индивидуальной системой противозажатия пассажиров.
Пассажирские салоны вагонов оборудованы системой кондиционирования, вентиляции и обогрева (HVAC) в составе:
- крышевые испарительно-конденсаторные модули;
- компрессорные установки (размещаются под вагонами);
- блоки управления (размещаются под диванами);
- преобразователи мощности (размещаются под вагонами);
- аварийные преобразователи (размещаются под вагонами).

Салоны оборудованы системой видеонаблюдения, обеспечивающими возможность записи, хранения и отображения информации. Кабина оборудуется системой HVAC производства фирмы «Merak» (Испания) в составе:
- кондиционер в моноблочном исполнении (размещается на крыше);
- преобразователь питания (размещается в кабине);
- пульт управления (устанавливается на вспомогательном пульте машиниста).

Источник бортового электропитания — ИПП-16 и ИПП-10. Аккумуляторная батарея комплектуется из 52 элементов НК-80. На вагонах установлена система управления, технической диагностики и безопасности движения «Витязь-1М.4». На вагоны устанавливаются модули определения активной кабины МОАК.
С 2010 года устанавливаются более современные светодиодные светильники закрытия дверей, устранены мелкие недостатки вагонов (небольшие щели в соединениях, не равномерное (с рывками) закрытие дверей), а также полностью отсутствует свист и скрип, исходившие ранее от тормозных колодок.
| №№ п/п | Характеристика                                                                                           | Тип вагона | Тип вагона |
| №№ п/п | Характеристика                                                                                           | 81-740.4   | 81-741.4   |
| ------ | --- | ---------- | ---------- |
| 1      | Места для сиденья пассажиров                                                                             | 46         | 42         |
| 2      | Максимальная вместимость, чел.                                                                           | 353        | 382        |
| 3      | Конструкционная скорость, км/ч                                                                           | 90         | 90         |
| 4      | Максимальное ускорение, м/с²                                                                             | 1,3        | 1,3        |
| 5      | Максимальное замедление, м/с²                                                                            | 1,1        | 1,1        |
| 6      | Величина ускорения (замедления) при служебном пуске и электрическом торможении не должна превышать, м/с³ | 0,6        | 0,6        |
| 7      | Длина по осям автосцепок, мм                                                                             | 28150      | 27200      |
| 8      | Ширина на уровне пола, мм                                                                                | 2700       | 2700       |
| 9      | Высота вагона, мм                                                                                        | 3651       | 3651       |
| 10     | Масса тары, т                                                                                            | 47         | 46         |
| 11     | Максимальная пассажирская нагрузка вагона, т                                                             | ?          | ?          |
| 12     | База вагона, мм                                                                                          | 10500      | 10500      |
| 13     | Номинальная мощность тягового двигателя, кВт                                                             | 170        | 170        |
| 14     | Суммарная мощность тяговых двигателей, кВт                                                               | 680        | 680        |
| 15     | Удельный расход энергии на тягу без учёта рекуперации, при максимальной загрузке кВт-ч/т-км, не более    | 62         | 62         |
| 16     | Коэффициент возврата электроэнергии в сеть при рекуперативном торможении, не менее                       | 0,35       | 0,35       |
| 17     | Показатель плавности хода, не более                                                                      | 3,25       | 3,25       |
| 18     | Максимальная статическая нагрузка брутто от колёсной пары на рельсы, не более, т                         | 13         | 13         |

### 81-740.2/741.2 и 81-740.2Б/741.2Б

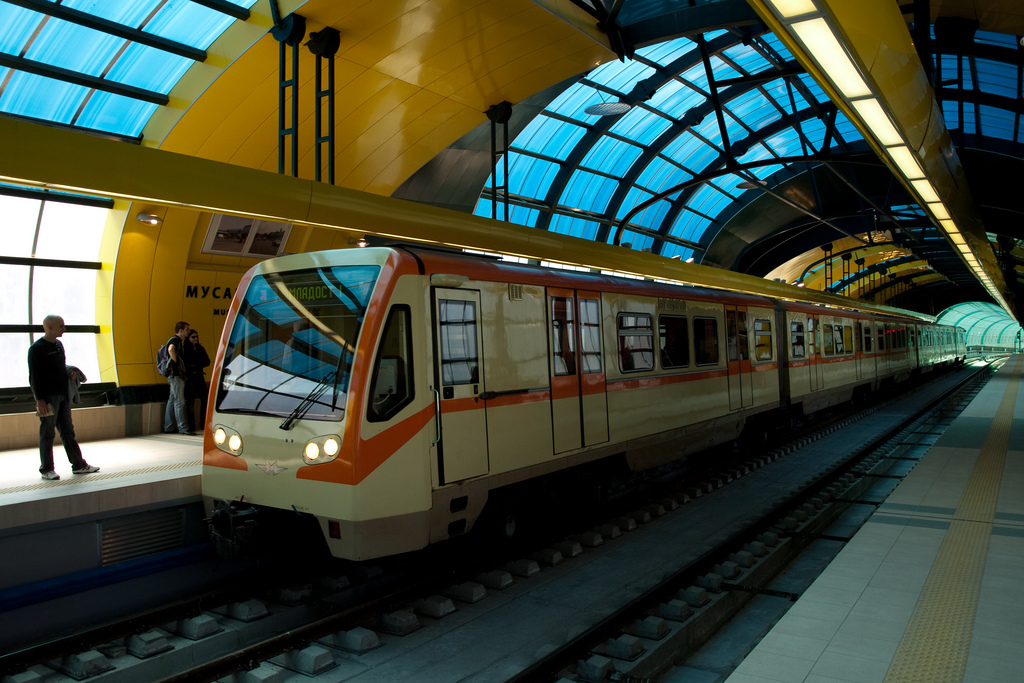
Электропоезд 81-740.2/741.2 в оранжевой окраске

Экспортные модификации, производившиеся для Софийского метрополитена в Болгарии и рассчитанные на эксплуатацию на линиях колеи 1435 мм.

#### История
Летом 2005 состоялась отправка первого опытного состава из двух головных вагонов 81-740.2 с номерами 2001 и 2002 и одного промежуточного 81-741.2 с номером 6001 в Софийский метрополитен. По состоянию на июль 2009 было изготовлено 18 головных вагонов 81-740.2 с номерами от 2001 до 2018 и 9 промежуточных 81-741.2 с номерами от 6001 до 6009.
В 2010 году была изготовлена новая модификация 81-740.2Б/81-741.2Б с трёхдверными секциями за исключением головной (на основе 81-740.4/81-741.4). В Софию доставлены 6 вагонов 81-740.2Б с номерами от 2019 до 2024 и 3 вагона 81-741.2Б с номерами от 6010 до 6012. Софийская модификация не была оснащена камерами видеонаблюдения в пассажирском салоне. В 2012 году в связи с вводом в эксплуатацию второй линии в Софию были доставлены 36 вагонов 81-740.2Б с номерами от 2025 до 2060 и 18 вагонов 81-741.2Б с номерами от 6013 до 6030. В 2013 году в связи с расширением Первой линии, было заказано ещё 20 вагонов модификации 81-740.2Б с номерами от 2061 до 2080 и 10 вагонов 81-741.2Б с номерами от 6031 до 6040. До 17 ноября они уже были доставлены в Болгарию.

#### Конструктивные особенности
Конструкция вагонов рассчитана на эксплуатацию на колее шириной 1435 мм. Вагоны оборудованы комплектами электрооборудования асинхронного тягового привода производства Hitachi (Япония) с двигателями номинальной мощностью 170 кВт. Головные вагоны оборудованы радиостанцией «Kapshe».

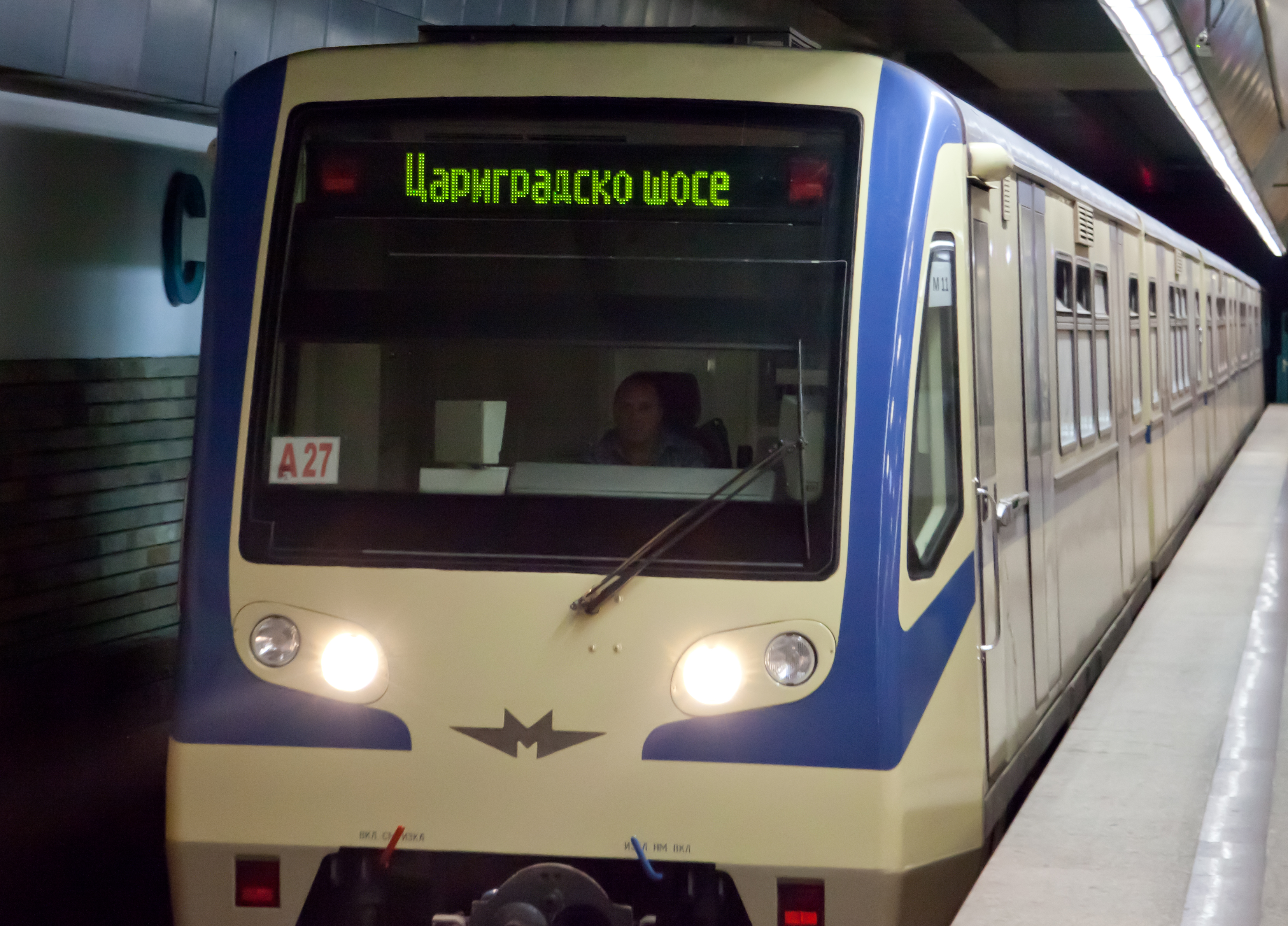
Электропоезд 81-740.2/741.2 в бежево-синей окраске
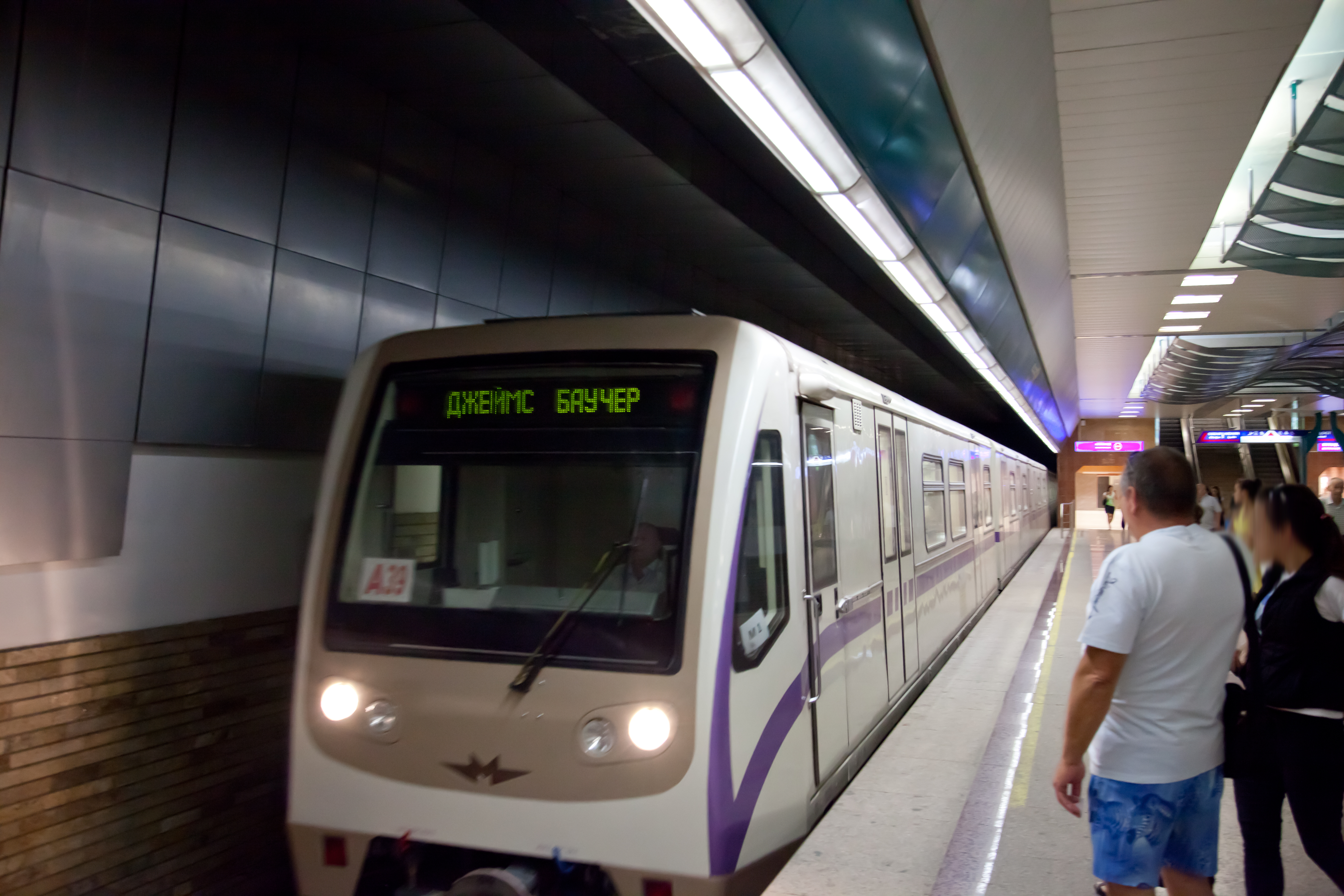
Электропоезд 81-740.2Б/741.2Б в бело-фиолетовой окраске

## Преимущества и недостатки
Ниже приведены преимущества и недостатки данного типа вагонов с точки зрения пассажира относительно серийных вагонов предыдущих типов.

### Преимущества
- Обогрев. Так как «Русич» разрабатывался, в первую очередь, для эксплуатации на открытых участках, внимание было уделено обогреву салона в холодное время года. Даже при сильных морозах система обогрева и вентиляции салона создаёт в вагоне комфортную температуру, близкую к комнатной.
- Низкий уровень шума. За счёт повышенной шумоизоляции уровень шума в вагонах типа «Русич» значительно ниже такового у вагонов серий Е и 81-717/714 (около 50-60 децибел против 80-90 дБ у старых серий). Однако при открытых форточках шумоизоляция нарушается и уровень шума возрастает до отметок, сравнимых с вышеназванными сериями.
- Плавный ход. За счёт пневморессор и применения асинхронного тягового привода вагоны обладают повышенной плавностью хода по сравнению с поездами с реостатно-контакторной системой управления (типа Е и 81-717/714).
- Яркое равномерное освещение. Две световые линии и белый отделочный пластик в салоне создают яркое нейтральное равномерное освещение салона.
- Система информирования пассажиров включает в себя, помимо голосового оповещения, светодиодные табло типа «бегущая строка», интерактивные схемы линии над дверьми и (на модификациях .1 выпуска от 2007 года и .4) наружные индикаторы закрытия дверей.

### Недостатки
- Вентиляция. СОВС в режиме вентиляции малоэффективна. Осуществляется неравномерная поставка воздуха в верхнюю зону салона. При этом не создаётся циркуляции воздуха, а при загрузке в часы пик поставляемого воздуха не хватает. Установка кондиционеров в модификации 81-740.4/741.4 полностью эту проблему не решила.
- Неприятный запах в салоне. При температуре около 25 °C стеклопластиковой отделкой салона выделяется неприятный запах. После одного-трёх месяцев регулярной эксплуатации в тёплое время года запах в салонах вагонов обычно исчезает.
- Шум тормозных колодок. Наиболее шумными являются композитные колодки ФРИТЕКС 129-90-01, установленные на большинстве составов 81-740.1/741.1, а также на первом составе 81-740.4/741.4. На остальных составах установлены менее шумные колодки ТИИР-302. По этой причине было принято решение заменять колодки ФРИТЕКС 129-90-01 на ТИИР-302 по мере их износа. Во время испытаний 81-740.4/741.4 проводились работы по снижению и устранению шума от колодок, но положительного результата это не принесло.
- Поручни и сиденья. Поручни расположены на несколько сантиметров выше по сравнению с более старыми вагонами. Сиденья, напротив, расположены ниже. В результате сидящим людям приходится выставлять колени вперёд, что неудобно и мешает стоящим пассажирам. Крупногабаритным пассажирам доставляют неудобства вертикальные поручни, расположенные между сиденьями. В 81-740.4/741.4 был исправлен недостаток низкого расположения сидений, но при этом были уменьшены размеры самих диванов, как в длину, так и в ширину, что стало новым неудобством.
- Недостатки при движении. Во время движения возникает вибрация в районе узла сочленения, вызванная прохождением средней неповоротной тележкой вагона рельсовых стыков и неровностей пути, которые не так заметны в вагонах предыдущих серий. Ещё одним недостатком являются ощутимые горизонтальные колебания секций вагонов при движении на высокой скорости.
- Узкий дверной проход. Из-за особенностей конструкции дверей ширина дверного проёма в нижней части у́же, чем в предыдущих моделях. Также двери расположены на большем расстоянии одна от другой — между ними сейчас располагается 9 мест для сидения пассажиров (в предыдущих сериях — 6)[34][35][36][37].

## Критика
Модель изначально не предназначена для эксплуатации на линиях «классического» метрополитена, так как проектировалась для нереализованного из-за кризиса 1990-х годов проекта Бутовской линии лёгкого метро времён управления Москвой мэром Юрием Лужковым и не рассчитана на линии с большим пассажиропотоком, таких как, например, Арбатско-Покровская, о чём, в частности, свидетельствует нестандартное расположение и количество дверей в секциях между сочленённым соединением типа «гармошка», как и наличие самих секций вместо единого вагона, аналогично всем остальным стандартным типам и моделям, соединённых между собой только либо автосцепкой Шарфенберга, либо беззазорным сцепным устройством (БСУ), а также форма кузова — из расчётов прохождения бо́льших кривых (поворотов) пути. Кроме того, из-за нестандартной длины состава, вызванной его «секционным» формированием (обе  секции «Русича» являются цельной подвижной единицей), электропоезд короткий для, помимо Арбатско-Покровской, Сокольнической линии, что, как считают специалисты по транспорту, сказывается на удобстве для пассажиров.
К крупнейшей катастрофе в Московском метрополитене за всю его историю и историю метрополитенов России, по мнению заведующего кафедрой Московского государственного университета путей сообщения Леонида Баранова, входившего в комиссию по расследованию причин (но не участвовавшего в экспертизе), привела неисправность поезда — отвалился редуктор (или иной металлический предмет) и, столкнувшись со стрелочным переводом, заблокировал тележку, с чем также согласен представитель профсоюза, поставивший под сомнение способ закрепления стрелки трёхмиллиметровой проволокой, о котором сказано в официальной версии. В пользу версии с неисправностью, помимо прочего, говорят сколы от металлического предмета на шпалах, найденных в ста метрах от места катастрофы. Также, не соглашаясь с официальной версией, эксперты опровергают сам факт подвижности механизма стрелочного перевода извне и взаимодействия его с колёсами поезда. Однако эту версию отвергает машинист и заместитель председателя Независимого профсоюза работников Московского метрополитена Валерий Собачкин.
Из-за высокой стоимости обслуживания от безвозмездной передачи электропоездов «Русич» в 2018 году отказался Самарский метрополитен.
Электропоезда «Русич» в рамках обновления парка подвижного состава Арбатско-Покровской линии будут убраны с неё в 2040 году.

## Аварии
- 15 июля 2014 года в Москве на перегоне «Парк Победы» — «Славянский бульвар» первые три вагона состава модели 81-740.4/741.4 «Русич» сошли с рельсов и врезались в стену тоннеля. Крупнейшая техногенная катастрофа за всю историю Московского метрополитена[49][50][51] и историю метрополитенов России[62] унесла жизни 24 человек, больше 200 человек пострадали[63].
- 27 февраля 2023 года в Москве на станции «Спортивная» загорелось подвагонное оборудование вагона типа 81-741.1 № 0713, в связи с чем станция была закрыта для входа и выхода пассажиров, поезда проследовали станцию без остановки. Одной из причин стало замыкание двигателя. Пострадавших нет[64].

## В культуре

### Телевидение
Электропоезд «Русич» «участвует» в сюжете телепередачи «Правила движения» о Бутовской линии как идее «лёгкого метро» с ведущим Андреем Эйхфусом.

### Кинематограф
Электропоезд «Русич» запечатлён в фильмах «Чёрная молния», «Притяжение» и «Вторжение».

### Видеоигры
Модификация электропоезда «Русич» 81-740.1/741.1 присутствует в мобильной игре «Subtransit Drive», являющейся продолжением дополнения (мода) «Metrostroi Subway Simulator» к игре «Garry’s Mod» в Steam, отличающееся от других компьютерных и мобильных симуляторов поезда, в которых воплощены российские системы, высокой реалистичностью.